# J. D. Salinger
Jerome David Salinger (izgovorjava ˈsælɪndʒər), krajše J. D. Salinger, ameriški pisatelj, * 1. januar 1919, New York, ZDA, † 27. januar 2010, Cornish, New Hampshire, ZDA.
Salinger je najbolj poznan po svojem romanu Varuh v rži iz leta 1951, kot tudi po svoji samotarski naravi. Svoje zadnje delo je izdal leta 1965, svoj zadnji intervju pa podal leta 1980. Odraščal je na Manhattanu in že v času srednje šole začel pisati kratke zgodbe, nekatere zgodbe je objavil na začetku 40. let, preden je odšel v vojsko. Leta 1948 je v literarni reviji The New Yorker izdal zgodbo Odličen dan za ribe bananarice, ki so jo kritiki dobro sprejeli. V reviji The New Yorker je kasneje objavil tudi precejšen del svojih literarnih stvaritev. Leta 1951 je izšel njegov roman Varuh v rži, ki je nemudoma postal velika uspešnica. Njegov prikaz mladostniške odtujitve in izgube nedolžnosti protagonista Holdena Caulfielda je močno vplivala predvsem na mlade bralce. Roman je še danes široko bran in kontroverzen, vsako leto prodajo okoli 250.000 izvodov.
Uspeh Varuha v rži je vodil do medijske pozornosti in negativnih kritik: Salinger je postal samotarski in je nova dela objavljal manj pogosto. Varuhu v rži je sledila zbirka kratkih zgodb Devet zgodb (1953), zbirka novele in kratke zgodbe Franny in Zooey (1961) in zbirka dveh novel Raise High the Roof Beam, Carpenters and Seymour: An Introduction (1963). Njegovo zadnje objavljeno delo je bila novela Hapworth 16, 1924, ki se je 19. junija 1965 pojavila v časopisu The New Yorker.
Zatem se je Salinger stalno spopadal z neželeno medijsko pozornostjo, med drugim je v 80. letih vložil tožbo proti svojemu biografu Ianu Hamiltonu, v poznih 90. letih pa so izšli še dvoji spomini nanj, ki sta jih izdali dve njemu bližnji osebi: Joyce Maynard, nekdanja partnerka, in Margaret Salinger, njegova hčerka. Leta 1996 je manjši založnik naznanil, da je sklenil posel s Salingerjem za objavo dela Hapworth 16, 1924 v knjižni obliki, a je izdaja dela ob sledeči medijski pozornosti zapadla za nedoločen čas. Junija 2009 je napolnil naslovne vrstice časopisov po vsem planetu, potem ko je vložil tožbo proti še enemu avtorju zavoljo neupoštevanja avtorskih pravic. Dotični avtor naj bi namreč enega od likov v Varuhu v rži uporabil v enem svojih del. Salinger je 27. januarja 2010 umrl naravne smrti na svojem domu v Cornishu, New Hampshire.

## Zgodnje življenje
Jerome David Salinger se je rodil na Manhattanu, New York, na novega leta dan leta 1919. Njegova mati Marie (rojena Jillich) je imela škotsko-irske korenine, medtem ko je bil njegov oče, Sol Salinger, poljski Jud, ki je prodajal košer sir. Salingerjeva mati si je spremenila ime v Miriam in prevzela judovsko vero, kar je Salinger izvedel šele, ko je opravil svoj bar micva. Imel je le starejšo sestro Doris (1911-2001).
Mladi Salinger je obiskoval šole na zahodni strani otoka Manhattan, nato pa je deveti in deseti razred obiskoval na zasebni šoli McBurney School. Igral je v številnih igrah in »pokazal prirojeno nadarjenost za gledališče«, vendar je njegov oče nasprotoval ideji, da bi J.D. postal igralec. Salinger je bil vesel, da je ušel svoji preveč zaščitniški materi, s tem ko se je vpisal na Vojaško akademijo Valley Forge v Waynu, Pensilvanija. Čeprav je že na McBurneyju pisal za šolski časopis, je na Valley Forgu začel ustvarjati zgodbe »pod rjuhami pozno ponoči, s pomočjo svetilke.«  V prvi letnik Univerze v New Yorku se je vpisal leta 1936. Salinger je premišljeval, da bi študiral specialno pedagogiko, a je naslednjo pomlad prenehal s študijem. Tisto jesen mu je oče naložil, da naj se privadi na posel izvažanja mesa, in Salingerja so poslali delat v neko podjetje na Dunaj v Avstrijo.
Avstrijo je zapustil le približno mesec pred priključitvijo Avstrije nacistični Nemčiji 12. marca 1938. Le en semester je nato obiskoval Kolidž Ursinus v Collegevillu, Pensilvanija. Leta 1939 je Salinger obiskoval večerne tečaje ustvarjalnega pisanja na Univerzi Columbia, ki jih je vodil Whit Burnett, dolgoletni urednik revije Story. Po Burnettovem pričevanju se Salinger ni izkazal, vse do nekaj tednov pred koncem drugega semestra, ko je »nenadoma oživel« in dokončal tri zgodbe. Burnett je povedal Salingerju, da so njegove zgodbe spretno napisane in dovršene ter uvrstil zgodbo The Young Folks, vinjeto o zgrešeni mladosti, v revijo Story. Salingerjevo premierno delo so v reviji objavili v marčevskoaprilski številki leta 1940. Burnett je postal Salingerjev mentor in po tistem sta si dopisovala še leta.

## Druga svetovna vojna
Leta 1941 se je začel Salinger videvati z Oono O'Neill, hčerko dramatika Eugena O'Neilla. Čeprav se mu je aristokratska deklina zdela samozadostna (prijatelju je zaupal, da »je mala Oona zaljubljena v malo Oono«), se je nanjo navezal, jo često klical in ji pisal dolga pisma. Njun odnos se je končal, ko se je Oona spoznala s Charliejem Chaplinom, s katerim se je kasneje tudi poročila. Konec leta 1941 je Salinger krajši čas delal na karibski križarski ladji, na kateri je opravljal delo vodje aktivnosti in verjetno tudi nastopal.
Istega leta je začel literarni reviji The New Yorker pošiljati svoje kratke zgodbe. Sedem zgodb so zavrnili, med njimi so bile tudi zgodbe Lunch for Three, Monologue for a Watery Highball in I Went to School with Adolf Hitler. Decembra 1941 so nato sprejeli zgodbo Slight Rebellion off Madison, ki je postavljena na Manhattan, govori pa o razočaranem najstniku Holdenu Caulfieldu in njegovem »strahu do vojne«. Ko je Japonska še tistega meseca izvedla napad na Pearl Harbor, je Salingerjeva zgodba v luči novega konteksta postala praktično »neobjavljiva« in je v reviji niso objavili vse do leta 1946. Spomladi leta 1942, nekaj mesecev po vstopu ZDA v drugo svetovno vojno, je moral med vojake tudi Salinger. Pripadal je 12. pehotnemu regimentu 4. pehotne divizije. Boril se je na obali Utah na Dan D, sodeloval pa je tudi v bitki v izboklini (Ardenska ofenziva).
Med prodiranjem zaveznikov od Normandije proti Nemčiji se je Salinger domenil za sestanek s pisateljem Ernestom Hemingwayem, ki je nanj močno vplival in je tedaj delal kot vojni dopisnik v Parizu. Salinger je bil nad Hemingwayjevo prijaznostjo in skromnostjo navdušen in ugotovil, da je Hemingway »mehkejši« od svoje okorne podobe v javnosti. Hemingwayja je na drugi strani Salingerjevo pisanje očaralo in je komentiral: »Jezus, on ima hudičev pisateljski talent.« Pisatelja sta si začela dopisovati in Salinger je julija 1946 zapisal, da so njuni pogovori med njegovimi maloštevilnimi pozitivnimi spomini iz vojne. Salinger je dodal, da obdeluje igro o Holdenu Caulfieldu, protagonistu zgodbe Slight Rebellion off Madison, in da upa, da bo glavno vlogo odigral kar sam.
Salingerja so nato premestili v protiobveščevalno enoto, kjer je uporabil svoje znanje francoščine in nemščine pri zasliševanju vojnih ujetnikov. Sodeloval je tudi pri osvobajanju vsaj enega koncentracijskega taborišča. Vojne izkušnje so ga zaznamovale predvsem na čustvenem področju. Potem ko je bila Nemčija premagana, so ga za nekaj tednov hospitalizirali zaradi reakcije na stres bojevanja. Salinger je kasneje povedal svoji hčerki: »Vonja po razpadajočem človeškem mesu se nikoli zares ne znebiš, ne glede na to, kako dolgo živiš.« Oba Salingerjeva biografa špekulirata, da je pri več zgodbah izhajal iz svojih vojnih izkušenj, npr. pri zgodbi Za Esmé – z ljubeznijo in obžalovanjem, ki jo pripoveduje travmatiziran vojak. Salinger je nadaljeval s pisanjem tudi med služenjem vojske in je nekatere zgodbe objavil v uglednih revijah, kot sta bili Collier's in Saturday Evening Post. Še naprej je objavljal tudi v literarni reviji The New Yorker, a z malo uspeha: od leta 1944 do 1946 so zavrnili objavo vseh njegovih del, leta 1945 so mu zavrnili tudi objavo 15 pesmi.

## Leta po vojni
Po porazu Nemčije se je Salinger prijavil za služenje šestmesečne dolžnosti denacifikacije v Nemčiji. Služil je v ameriški protiobveščevalni službi (Counterintelligence Corps, CIC). Živel je v Weißenburgu in se kmalu poročil s Sylvio Welter. Aprila 1946 jo je pripeljal v ZDA, a je njun zakon po osmih mesecih razpadel in Sylvia se je vrnila v Nemčijo. Nekaj časa kasneje, leta 1972, je bila z njim hčerka Margaret, ko je prejel pismo od Sylvie. S pogledom je ošinil ovojnico in jo, ne da bi jo odprl in pismo prebral, raztrgal na kosce. To je bilo prvič, da je slišal od Sylvie po njuni ločitvi, a kot je Margaret povedala: »Ko je on zaključil z neko osebo, je zaključil.«
Leta 1946 je Whit Burnett privolil, da mu bo pomagal objaviti zbirko kratkih zgodb. Zbirka, naslovljena The Young Folks, je bila sestavljena iz dvajsetih zgodb, od katerih jih deset dotlej še nikoli ni bilo objavljenih. Čeprav je Burnett menil, da bo zbirka zares izšla, in je Salingerju celo izboril denarno nagrado, je založnik Lippincott zavrnil Burnetta in preklical izid zbirke. Salinger je za neizid knjige okrivil Burnetta in dvojica je nenadoma postala odtujena.
Do poznih 40. let je Salinger že postal vnet privrženec zen budizma in se je celo domenil za sestanek z budističnim učenjakom D. T. Suzukijem. Leta 1948 je nato Salinger reviji The New Yorker posredoval kratko zgodbo Odličen dan za ribe bananarice. V reviji so bili tako navdušeni nad kakovostjo zgodbe, da so jo nemudoma potrdili za objavo in s Salingerjem podpisali pogodbo, ki jim je omogočala premierno izdajo vseh njegovih bodočih zgodb. Pozitiven odziv kritikov na zgodbo Odličen dan za ribe bananarice, in težave, ki jih je Salinger imel s cenzuro v t. i. uglednejših revijah, so pomenili, da je odtlej skoraj izključno objavljal le še v reviji The New Yorker. Zgodba Odličen dan za ribe bananarice je bila tudi prva, v kateri je nastopila izmišljena (fiktivna) družina Glass, ki je sestojila iz dveh upokojenih vodviljskih nastopačev in njunih sedmih prezgodaj zrelih otrok: Seymourja, Buddyja, Boo Boo, Walta, Wakerja, Zooeyja in Franny. Salinger je skupaj napisal sedem zgodb o družini Glass, s čimer je postregel s podrobno zgodovino družine, čeprav se je v glavnem osredotočil le na Seymourja, najstarejšega in najtežavnejšega izmed sedmih otrok.
V zgodnjih 40. letih je Salinger v pismu Whitu Burnettu zaupal, da mu je pripravljen prodati filmske pravice za nekatere njegove zgodbe z namenom zagotoviti si finančno varnost. Po navedbah Iana Hamiltona je bil Salinger razočaran, ko »ropotanja iz Hollywooda« glede njegove kratke zgodbe The Varioni Brothers iz leta 1943 niso obrodila sadov. Zatorej je brez oklevanja privolil, ko mu je sredi leta 1948 neodvisni filmski producent Samuel Goldwyn ponudil odkup filmskih pravic za njegovo kratko zgodbo Nerodni striček iz Connecticuta. Čeprav je Salinger prodal svojo zgodbo v upanju - po besedah njegove agentke Dorothy Olding - »da bo nastal dober film«, pa so film po premieri leta 1949 kritiki dobesedno razmesarili. Film je bil preimenovan v My Foolish Heart, glavni vlogi sta pripadli Dani Andrewsu in Susan Hayward. Film je do te mere odstopal od Salingerjeve literarne predloge, da ga je Goldwynov biograf A. Scott Berg komentiral kot »barabinstvo«. Po tej izkušnji ni Salinger nikoli več dovolil, da bi po katerem njegovem delu napravili filmsko priredbo.

## Varuh v rži
V 40. letih je Salinger nekaterim ljudem zaupal, da se ukvarja z romanom o Holdenu Caulfieldu, najstniškem protagonistu svoje kratke zgodbe Slight Rebellion off Madison. Roman Varuh v rži je izšel 16. julija 1951. Fabula romana je preprosta: dogajanje je osredotočeno na 17-letnega Holdena, ki ga izključijo iz elitne pripravniške šole Pencey, zato se po sporu s kolegom iz internata odpravi na pot v New York. Na popotovanju se mu nato pripeti marsikaj, roman pa je bolj kot zaradi zgodbe slaven zaradi ikonske osebnosti in pričujočega glasu prvoosebnega pripovedovalca, Holdena. Holden deluje kot pronicljiv, a obenem nezanesljiv pripovedovalec, ki se razvname ob pisanju o pomenu zvestobe, »ponarejenosti« odraslih in svoji dvojnosti. Salinger je slednje dosegel z uporabo toka zavesti. V intervjuju za srednješolski časopis je leta 1953 priznal, da je bil roman »recimo temu« avtobiografski, rekoč da »je bila moja deškost v precejšnji meri enaka tej od dečka v knjigi ... Bilo mi je v veliko olajšanje, da sem lahko to zgodbo povedal ljudem.«
Prvi odzivi na knjigo so bili mešani, saj so nihali od toče pohval v The New York Timesu v slogu »nenavadno briljanten premierni roman« do očrnitve monotonega jezika v knjigi in »nemoralnosti in perverznosti« Holdena, ki obrekuje vero in svobodno diskutira o vsakodnevnem seksu ter prostituciji. Roman je bil zelo uspešen pri množicah, v le dveh mesecih od izdaje so Varuha v rži že osmič ponatisnili. Roman je tudi 30 tednov prebil na seznamu najbolje prodajanih knjig New York Timesa.

»Nekateri moji najboljši prijatelji so otroci. Pravzaprav so vsi moji najboljši prijatelji otroci. Spoznanje, da bo moja knjiga spravljena na polici izven njihovega dosega, je zame skoraj nevzdržno.«

Salinger o cenzuri 
Začetnemu uspehu romana je nato sledil krajši premor v priljubljenosti, a do poznih 50. let je, tako Ian Hamilton, roman že postal »knjiga, ki so jo morali kupiti vsi prebujajoči se mladostniki, nepogrešljivi priročnik, iz katerega je bilo moč sposoditi si moderne izraze pristnosti.« V časopisih so se začeli pojavljati članki o »kultu Varuha«, roman pa so prepovedali v številnih državah - kot tudi nekaterih ameriških šolah - zaradi tematike in tistega, kar je kritik Catholic Worlda Riley Hughes opisal kot »prekomerno rabo amaterskih kletvic in neuglajenega jezika.« Eden od skrbnih staršev je v romanu celo naštel 237 pojavov kletvice »proklet«, 58 pojavov kletvice »pankrt«, 31 pojavov kletvice »zaboga« in 6 pojavov kletvice »jebeš«.
V 70. letih so na nekaterih ameriških srednjih šolah odpustili ali prisilili v odstop učitelje, ki so roman predpisali za učno snov. Leta 1979 je v knjižni obliki izšla študija cenzure romana, ki je ugotovila, da ima Varuh v rži »nejasen status ene od najpogosteje cenzuriranih knjig v državi in obenem status drugega v javnih srednjih šolah najpogosteje predavanega romana (za novelo Ljudje in miši Johna Steinbecka).« Roman še danes bere ogromno ljudi; od leta 2004 so založniki prodali okoli 250.000 izvodov letno, skupaj so do danes po celem svetu prodali že več kot 65 milijonov izvodov.

»Jaz bi želel, da bi naredili film, a Holden se ne bi strinjal.«

Salinger o morebitni filmski priredbi Varuha v rži 
V luči uspeha v 50. letih je Salinger prejel (in zavrnil) številne ponudbe za filmske priredbe romana, med drugim tudi eno od Samuela Goldwyna. Od izdaje knjige je med filmarji vladalo stalno zanimanje za roman, pravice za snemanje filma so si med drugim poskušali priboriti Billy Wilder, Harvey Weinstein in Steven Spielberg. Salinger je v 70. letih izjavil, da si je Jerry Lewis dolga leta prizadeval, da bi si zagotovil vlogo Holdena. Salinger je možnost filmske priredbe vsakokrat zavrnil in leta 1999 je Joyce Maynard prišla do nedvomnega zaključka: »Edina oseba, ki bi bila lahko igrala Holdena Caulfielda, bi bil J. D. Salinger.« 

## Ustvarjanje v 50. letih in selitev v Cornish
Julija 1951 je med ustvarjanjem profila za Book of the Month Club News Salingerjev prijatelj in urednik The New Yorkerja, William Maxwell, vprašal Salingerja, kdo je najbolj vplival na njegovo literarno ustvarjanje. Salinger je odgovoril: »Pisatelj bi, ko ga vprašajo po njegovi obrti, moral vstati in naglas izgovoriti zgolj imena pisateljev, ki jih ljubi. Jaz ljubim Kafko, Flauberta, Tolstoja, Čehova, Dostojevskega, Prousta, O'Caseya, Rilkeja, Lorco, Keatsa, Rimbauda, Burnsa, E. Brontë, Jane Austen, Henryja Jamesa, Blaka, Coleridgea. Ne bom imenoval nobenih živečih piscev. To se mi ne zdi prav.« V pismih, ki jih je napisal v 40. letih, je Salinger izrazil svoje občudovanje do treh živečih ali pred kratkim umrlih piscev: Sherwooda Andersona, Ringa Lardnerja in F. Scotta Fitzgeralda. Ian Hamilton je celo zapisal, da se je Salinger nekaj časa videl kot »Fitzgeraldov naslednik.« Tudi Salingerjeva zgodba Odličen dan za ribe bananarice ima podoben konec kot pred tem objavljena Fitzgeraldova zgodba May Day.
Po večletnem prakticiranju zen budizma je Salinger leta 1952 sredi branja evangelijev hindujskega verskega učitelja Ramakrišne pisal prijateljem o pomenljivi spremembi v njegovem življenju. Postal je pripadnik Ramakrišnajeve šole hinduizma, imenovane Advaita Vedanta, ki zagovarja celibat za iskalce razsvetljenja, in odmaknjenost od človeških odgovornosti, npr. družine. Salingerjeve verske študije so se izrazile tudi v nekaterih njegovih delih. Zgodba Tedi prikazuje desetletnega otroka, ki izraža vedantski vpogled. Preučeval je tudi delo Ramakrišnajevega učenca Vivekanande, v zgodbi Hapworth 16, 1924 glavni lik Seymour Glass Vivekanando opisuje kot »enega najvznemirljivejših, najizvirnejših in najbolje opremljenih velikanov tega stoletja.«
Leta 1953 je Salinger izdal zbirko sedmih zgodb, ki so predhodno že izšle v The New Yorkerju (med njimi tudi Odličen dan za ribe bananarice), in še dveh, ki so jih pri reviji zavrnili. Zbirka je v ZDA izšla pod imenom Devet zgodb, v Združenem kraljestvu pa so jo izdali pod imenom Za Esmé – z ljubeznijo in obžalovanjem, po eni od Salingerjevih najbolj znanih zgodb. Knjiga je prejela zavidljivo pozitivne ocene in je bila finančno zelo uspešna - »kar je izjemno za zbirko kratkih zgodb«. Devet zgodb se je tri mesece obdržala na seznamu najbolje prodajanih knjig New York Timesa. Salinger, ki je že ožal doseg publicitete, je zavrnil založnike, ki so želeli objaviti ilustracije likov na papirnato knjižno prevleko. S tem je želel preprečiti da bi si bralci zaradi njih ustvarili predhodni vtis o teh likih.

»Odziv študentov na pisanje J. D. Salingerja je dokaz, da se ni odvrnil od svojega časa, pač pa je uspel, bolj kot kdorkoli drug, začutiti trenje, ki je dandanes prisotno med človekom in družbo.«

Philip Roth o Salingerju leta 1974 
Medtem ko je razvpitost Varuha v rži rasla, se je Salinger postopoma umikal iz javnosti. Leta 1953 se je iz newyorškega stanovanja preselil v Cornish, New Hampshire. Na začetku svojega bivanja v Cornishu je bil Salinger še relativno družaben, še posebej do dijakov Windsorske srednje šole. Dijake je namreč pogosto vabil na svoj dom, da bi igrali odlomke in se pogovarjali o šolskih težavah. Ena dijakinja, Shirley Blaney, je prepričala Salingerja, da je dal intervju za srednješolsko stran v mestnem časopisu The Daily Eagle. Vendar ko je intervju zasedel vidno mesto v časopisu, je Salinger brez pojasnila prekinil vse stike z dijaki. Prav tako se je manj pogosto pojavljal v mestu in se srečeval le z enim bližnjim prijateljem - pravnikom Learnedom Handom - in še to zelo neredno.

## Zakon, družina in verski nazori
Junija 1955 se je Salinger pri starosti 36 let poročil s Claire Douglas, študentko kolidža Radcliffe. Imela sta dva otroka, Margaret (rojena 10. decembra 1955) in Matthewa (rojen 13. februarja 1960). Margaret Salinger je v svoji knjigi spominov, naslovljeni Dream Catcher, napisala, da verjame, da se njuna starša ne bi poročila, niti se ona ne bi rodila, če ne bi njen oče bral dela Lahirija Mahasaje, guruja paramahanse joganande, ki je zmožnost razsvetljenja pripisoval le tistim, ki so stopali po poti »gospodarja« (poročene osebe z otroki). Po poroki sta bila J. D. in Claire poleti 1955 sprejeta v skupnost krija joga pod okriljem majhnega hindujskega templja s trgovskim pročeljem v Washingtonu. Prejela sta mantro in dihalne vaje, za namene desetminutne vadbe dvakrat dnevno.
Salinger je tudi vztrajal, da naj Claire pusti šolo in začne živeti z njim, le 4 mesece, preden bi diplomirala, kar je tudi storila. Določeni elementi Salingerjeve zgodbe Franny, objavljene januarja 1955, so osnovani na njunem odnosu, med drugim tudi podrobnost, da je Franny (Claire) imela knjigo The Way of the Pilgrim. Zaradi izolirane lokacije njunega prebivališča in Salingerjevih nagnjenj pogosto zelo dolgo nista srečala nobene žive duše. Claire je bila tudi frustrirana zaradi J. D.-jevih stalno spreminjajočih se verskih nazorov. Čeprav se je predala kriji jogi, se je spomnila, da je Salinger kronično zapuščal Cornish da bi dodelal neko zgodbo, »nato pa se je po več tednih vrnil z nedokončano ali celo uničeno zgodbo in nekim novim 'izmom', ki sva mu morala slediti.«  Claire je verjela, da »je bil namen tega skriti dejstvo, da je Jerry ravno uničil ali odvrgel ali se ni mogel spoprijeti s kvaliteto, ali se ni mogel soočiti z izidom, tistega, kar je ustvaril.« 
Potem ko je opustil krijo jogo, je Salinger preizkusil dianetiko (predhodnico scientologije) in se celo srečal z njenim ustanoviteljem L. Ronom Hubbardom, a se je po Clairinih trditvah hitro streznil in opustil dianetiko. Temu je sledila pripadnost številnim duhovnim, zdravilskim in prehranskim sistemom, med drugim krščanski scientologiji, homeopatiji, akupunkturi, makrobiotiki, učenjem Edgarja Cayca, postenju, bljuvanju z namenom odstranitve nečistosti, megadozam vitamina C, urinoterapiji, »govorjenju v tujih jezikih« (ali karizmatični glosolaliji) in sedenju v Reichovi »orgonski škatli« z namenom okopati se v »orgonski energiji«.
Salingerjevo družinsko življenje je bilo ravno tako zaznamovano z razhodom, potem ko se je rodil prvi otrok, saj naj bi Claire čutila, da jo je hčerka nadomestila kot predmet Salingerjeve naklonjenosti. Dojenčica Margaret je bolehala večino časa, a je Salinger, ki je sledil načelom krščanske scientologije, ni želel odpeljati k zdravniku. Margaret je zapisala, da ji je mati veliko let pozneje zaupala, da je pozimi leta 1957 »šla čez rob« in da je kovala načrte, da bi umorila 13-mesečnega otroka in nato storila samomor. Claire je nameravala to izvršiti med potovanjem v New York, kamor se je odpravila cela družina (vključno s Salingerjem), a je nato ravnala po nenadnem vzgibu in vzela Margaret ter pobegnila iz hotela. Po nekaj mesecih jo je nato Salinger prepričal, da se vrneta v Cornish.

## Zadnja dela in razmerje z Maynardovo
Salinger je leta 1961 izdal Franny in Zooey in leta 1963 Raise High the Roof Beam, Carpenters and Seymour: An Introduction. Obe knjigi sta vsebovali po dve kratki zgodbi oziroma noveli o družini Glass, ki sta predhodno že bili objavljeni v reviji The New Yorker. Na ovitek knjige Franny in Zooey je Salinger napisal komentar glede svoje želje po zasebnosti: »Moje rahlo prevratno mnenje je, da je pisateljev občutek anonimnosti in zakotnosti druga najvrednejša lastnina, ki jo poseduje pisatelj v času svojega ustvarjanja.« 
15. septembra 1961 je Salingerja na naslovnici ovekovečila revija Time. V članku, ki je na kratko povzel njegovo »samotarsko življenje«, je revija izjavila, da njegova serija del o družini Glass »ni še niti blizu konca... Salinger namerava spisati trilogijo o Glassovih.« Vendar je po tem dogodku Salinger objavil le še eno zgodbo - Hapworth 16, 1924, pisemsko novelo, ki je dejansko obsežno pismo 7-letnega Seymourja Glassa iz poletnega kampa. Novela je zavzela večino številke revije The New Yorker, ki je izšla 19. junija 1965. V tem času je Salinger zaprl obroč okoli Claire in jo izoliral od svojih prijateljev in sorodnikov ter jo napravil za - po besedah Margaret Salinger - »pravo zapornico.«  Claire se je nato septembra 1966 ločila od njega, njun ločitveni postopek se je zaključil 3. oktobra 1967.
Leta 1972 se je tedaj 53-letni Salinger zapletel v enoletno zvezo s tedaj 18-letno Joyce Maynard, nadebudno pisateljico, ki je že redno objavljala v reviji Seventeen. Najprej so v časniku The New York Times Maynardovo zaprosili, da bi zanje napisala članek z naslovom Osemnajstletnica gleda nazaj na svoje življenje, ki bi ga v časopisu objavili 23. aprila 1972. Članek je kmalu po izidu Maynardovo napravil za zvezdnico. Salinger ji je nato napisal pismo, v katerem jo je posvaril glede življenja v slavi. Potem ko sta si izmenjala 25 pisem, se je Maynardova po končanem prvem letniku na Univerzi Yale preselila k Salingerju domov. Tisto jesen se Maynardova ni vrnila na Yale in je deset mesecev prebivala na Salingerjevem domu v Cornishu kot njegova gostja. Zveza se je končala, kot je povedal Salinger svoji hčerki Margaret na družinskem izletu, ker je Maynardova želela otroke, on pa je čutil, da je prestar. V svoji avtobiografiji je sicer Maynardova prikazala drugačno sliko, rekoč da je Salinger nenadoma prekinil njuno zvezo in je ni želel sprejeti nazaj. Maynardova je, da bi bila z njim, prenehala s študijem in se celo odpovedala štipendiji. Maynardova je kasneje v svojih spominih zapisala, da je izvedela, da je Salinger začenjal razmerja z mladimi ženskami preko pisem. Ena od teh korespondentk naj bi bila tudi Salingerjeva zadnja žena, medicinska sestra, ki je bila že zaročena z nekom drugim, preden je spoznala pisatelja. Ta medicinska sestra je bila Colleen O'Neill, ki je bila celih 40 let mlajša od Salingerja. O'Neillova je sicer delovala kot direktorica mestnega sejma, ki je v Cornishu potekal vsako leto.

»Jerry je pogosto prihajal in se s Colleen sprehajal po sejmišču ... Colleen je morala pogosto ponavljati stvari zanj, ko so ga drugi ljudje ogovarjali, saj je bil precej naglušen.«

Članek Ženske v Salingerjevem življenju, revija New York
Medtem ko je živel z Maynardovo, je Salinger nadaljeval s pisanjem po zelo rednem urniku, po nekaj ur vsako jutro. Kot je trdila Maynardova, je do leta 1972 dokončal še dva nova romana. V enem izmed redkih intervjujev je Salinger za The New York Times pojasnil: »V neobjavljanju je čudovit mir... Rad pišem. Ljubim pisanje. Vendar pišem le zase in za svoje veselje.« Kot je zapisala Maynardova, je Salinger na objavljanje gledal kot »na prekleto pretrganje [pisanja].« V svojih spominih je Margaret Salinger opisala podroben sistem arhivov, ki ga je njen oče uporabljal za neobjavljene rokopise: »Rdeča oznaka je pomenila 'Če umrem, preden dokončam svoje delo, objavi tako, kot je.', modra oznaka je pomenila 'Objavi, a prej uredi.', in tako dalje.« Sosed v Cornishu je izjavil, da mu je Salinger povedal, da ja napisal 15 neobjavljenih romanov.

## Pravni konflikti
Čeprav si je Salinger močno prizadeval uiti izpostavljenosti v javnosti, je nadaljeval svojo bitko z neželeno pozornostjo tako s strani medijev kot s strani javnosti. Bralci njegovih del in študenti bližnjega Kolidža Dartmouth so pogosto v skupinah prihajali v Cornish v upanju, da bi ujeli vsaj bežni pogled nanj. Salinger je leta 1986 izvedel, da namerava britanski pisatelj in literarni kritik Ian Hamilton izdati delo In Search of J.D. Salinger: A Writing Life (1935–65), ki je obsegalo njegov življenjepis, začinjen s pismi, ki jih je Salinger napisal ostalim pisateljem in prijateljem. Odločil se je, da bo Hamiltona tožil, da bi upočasnil in preprečil izdajo knjige. Knjigo so sicer nato leta 1988 le izdali, vsebino pisem pa so prebesedili. Sodišče je odločilo, da je Hamiltonova prekomerna uporaba pisem prestopila meje poštene uporabe in da »avtorju pisem pripadajo avtorske pravice, kot velja za vsako delo literarnega avtorstva.«
Nenamerna posledica tožbe je bila, da so v javnost preko sodnih zapisnikov pricurljale mnoge podrobnosti iz Salingerjevega zasebnega življenja, med drugim tudi da je zadnjih 20 let stalno ustvarjal (sam je na to odgovoril z besedami »Samo nekaj leposlovja ... To je vse«). Naokoli so širili tudi odlomke iz njegovih pisem, najbolj znan primer je grenka pripomba, napisana kot odgovor na zakon Oone O'Neill s Charliejem Chaplinom: 
»Lahko ju vidim pri njunih domačih večerih. Chaplin siv in gol čepi, nad svojo omarico, in z bambusovo šibo vihti svojo ščitnico okoli glave, kot mrtva podgana. Oona, v svojem akvamarinskem plašču, mu kot pobesnela ploska iz kopalnice.« 

Salinger je imel v 80. letih večletno romantično razmerje s televizijsko igralko Elaine Joyce. Njuno razmerje se je končalo, ko je spoznal medicinsko sestro in tkalko prešitih odej Colleen O'Neill (rojena 11. junija 1959), s katero se je poročil okoli leta 1988. O'Neillova, ki je bila 40 let mlajša od Salingerja, je povedala Margaret Salinger, da sta si s Salingerjem prizadevala imeti otroka.
Leta 1995 je iranski filmski režiser Dariush Mehrjui posnel film Pari, ki je nepooblaščena in ohlapna priredba Salingerjevega dela Franny in Zooey. Čeprav so v Iranu film smeli zakonito predvajati, saj Iran z ZDA nima uradnih stikov glede avtorskih pravic, pa je Salinger preko svojih odvetnikov poskrbel, da filma leta 1998 niso predvajali v Lincoln Centru, New York, kar so ustvarjalci filma sprva načrtovali. Mehrjui je Salingerjevo dejanje označil za »osupljivo« in dodal, da sam na svoj film gleda kot na »vrsto kulturne izmenjave.« 
Leta 1996 je Salinger manjši založbi Orchises Press podelil pravice za izdajo novele Hapworth 16, 1924, ki je dotlej še niso izdali v nobeni zbirki Salingerjevih del. Novelo naj bi izdali tisto leto in kmalu je bilo že mogoče zagotoviti si knjigo na straneh Amazona in ostalih knjigotržcev. Po nevihti literarnih ocen in člankov v medijih o dotični Salingerjevi zgodbi so izid knjige večkrat zapored prestavili, dokler ga niso naposled dokončno preklicali.

»Nadaljevanje ni parodija in ne komentira ali kritizira izvirnika. Je preprosto - kraja.«

Drobec tožbe, ki jo je Salinger vložil na okrožno sodišče v Manhattnu.
Junija 2009 se je Salinger posvetoval s svojimi pravnimi svetovalci glede prihajajoče izdaje nepooblaščenega nadaljevanja Varuha v rži, ki ga je pod psevdonimom J. D. California napisal švedski založnik Fredrik Colting. Coltingova knjiga je imela naslov 60 Years Later: Coming Through the Rye in je prevzela zgodbo Salingerjevega protagonista Holdena Caulfielda. V Varuhu v rži je bil Holden 17-letni najstnik, ki se odpravi na pot okoli New Yorka, potem ko ga izključijo iz zasebne šole Pencey. Coltingova knjiga na drugi strani prikazuje 76-letnega moškega, poimenovanega »g. C«, ki premišljuje o tem, kako je pobegnil iz svojega sanatorija. Salingerjev newyorški literarni zastopnik Phyllis Westberg je za britanski časopis Sunday Telegraph povedal: »Zadevo smo predali naprej odvetniku.« Zavoljo dejstva, da je o samem avtorju malo znanega in da naj bi knjigo izdali s pomočjo novega založniškega impresuma, imenovanega Windupbird Publishing, je v literarnih krogih na vso stvar padel dvom, da naj bi bila celotna predstava zgolj sleparija. Okrožna sodnica Deborah A. Batts je sprejela odredbo, ki prepoveduje, da bi knjigo izdali znotraj ZDA. Švedski avtor je 23. julija 2009 vložil pritožbo, ki jo bodo obravnavali v kratkem.

## Kasnejša publiciteta
Leta 1999 je Maynardova 25 let po koncu njune zveze priredila dražbo serije pisem, ki jih je njej napisal Salinger. Istega leta je izšla tudi knjiga Maynardove s spomini na njeno življenje in njen odnos s Salingerjem. Knjiga nosi naslov At Home in the World: A Memoir. Poleg drugih nediskretnosti je v knjigi opisano, da sta se z materjo posvetovali glede načina, kako ugajati starajočemu pisatelju, in da se je zato Maynardova v času njune zveze oblačila kot otrok. Prav tako je Maynardova v knjigi zelo podrobno opisala njun odnos. V sledeči kontroverznosti zavoljo tako knjige kot dražbe je Maynardova izjavila, da je bila zaradi finančnih težav prisiljena ponuditi pisma na dražbi in da bi jih sama raje podarila Beineckejevi knjižnici. Na dražbi je zmagal razvijalec programske opreme Peter Norton, ki je pisma kupil za 156.000 dolarjev. Norton je kmalu po dražbi naznanil, da namerava pisma vrniti Salingerju.
Leto pozneje je Salingerjeva hčerka Margaret, ki jo je imel s svojo drugo ženo Claire Douglas, objavila knjigo Dream Catcher: A Memoir. V njej je opisala mučen nadzor, ki ga je Salinger izvajal nad njeno materjo in ovrgla veliko mitov o očetu, ki jih je v svoji knjigi ustvaril Ian Hamilton. Ena od Hamiltonovih navedb je bila, da je Salingerja izkušnja vojne napravila psihološko zaznamovanega in da ni bil sposoben spopasti se s travmatsko naravo svoje vojaške službe. Čeprav je Margaret Salinger priznala, da »so bili maloštevilni možje, ki so preživeli Operacijo Lüttich, seveda podvrženi ogromnemu stresu in so bili zato bolj nagnjeni k bolezni, tako telesni kot duševni,« pa je očeta prikazala tudi kot človeka, neznansko ponosnega na svojo vojaško kariero, ki je ohranjal svojo vojaško pričesko in svoj vojaški jopič ter se po svoji posesti (in tudi mestu) naokoli vozil v starem jeepu.
Tako Margaret Salinger kot Joyce Maynard sta Salingerja opisali kot predanega filmskega navdušenca. Margaret je zapisala, da so njegov najljubši filmi Gigi, The Lady Vanishes, The 39 Steps (najljubši film Holdenove sestre Phoebe v romanu Varuh v rži) in komedije W. C. Fieldsa, Stana in Olia ter bratov Marx. Salinger si je lastil tudi obsežno zbirko klasičnih filmov iz 40. let na 16 mm filmskih trakovih. Maynardova je celo zapisala, da »on ljubi komercialne, ne umetniške filme,« Margaret Salinger pa je trdila, da je pogled njenega očeta na svet »v samem bistvu produkt filmov njegovih dni. Mojemu očetu so vsi špansko govoreči ljudje portoriške perice ali brezzobi spačenci, kot jih srečujemo v filmih bratov Marx.« 
Margaret je prav tako ponudila vpogled v še en mit o Salingerju, in sicer da se je njen oče dolga leta zanimal za makrobiotiko, alternativno medicino in vzhodno filozofijo. Nekaj tednov po izidu knjige Dream Catcher je njen brat Matt zanikal to dejstvo v odprtem pismu časniku The New York Observer. Sestrine »gotske bajke o najinem domnevnem otroštvu« je razparal z besedami: »Ne morem reči, da si [ona] zavestno izmišljuje stvari. Vem le, da sem jaz odrasel v zelo drugačni hiši in da sta me vzgajala dva zelo drugačna starša kot tista, ki ju opisuje moja sestra.«

## Smrt
»Salinger je nekoč pripomnil, da je v svetu, a ne od tega sveta ... 
Njegovo telo je umrlo, a upamo, da je še naprej s tistimi, ki jih ima rad, pa naj bodo to zgodovinske osebnosti, osebni prijatelji ali literarni liki.«

Uradna izjava družine ob Salingerjevi smrti 
Salinger je 27. januarja 2010 umrl v starosti 91 let na svojem domu v New Hampshiru. Umrl je naravne smrti. Njegov literarni zastopnik je za The New York Times dejal, da si je pisatelj maja 2009 polomil kolčnico, a da »je bilo njegovo zdravje izvrstno vse do nenadnega poslabšanja po novem letu.«  Zastopnik je povedal, da smrt za pokojnika ni bila boleča.

## Literarni slog in teme
V avtorski opombi za Harper's Magazine leta 1946 je Salinger zapisal: »Skoraj vedno pišem o zelo mladih ljudeh.« Ta izjava je obveljala za njegov credo. Salingerjevi mladostni liki so dodelani ali pa se pojavljajo v vseh njegovih delih, od prve objavljene zgodbe The Young Folks do Varuha v rži in njegovih zgodb o družini Glass. Leta 1961 je kritik Alfred Kazin pojasnil, da si je Salinger najstnike izbral za snov pisanja, da bi se približal mladim bralcem, kot tudi zato, ker želi »zbuditi ozaveščenost [med mladino], da govori zanje in dejansko njim, v jeziku, ki je svojsko pošten in njihov, z vizijo stvari, ki ujamejo njihove najskrivnostnejše poglede na svet.« Salingerjev jezik, še posebno njegov energičen, realistično raztresen dialog, je bil prava revolucija v času, ko so bile izdane njegove prve zgodbe. Mnogi kritiki prav njegov jezik vrednotijo kot »najvpadljivejšo stvar« v njegovem opusu.
Salinger se je močno poistovetil s svojimi liki in je uporabljal tehnike, kot so notranji monolog, pisma in razširjene telefonske pogovore, s katerimi je dodatno izkazoval svojo nadarjenost za dialog. Ti slogovni elementi so »mu vzbudili iluzijo, da je usode likov izročil v varstvo njih samih.« Ponavljajoče teme v Salingerjevih zgodbah se vračajo k idejam nedolžnosti in mladostništva, vključno s »kvarnim vplivom Hollywooda in sveta na prostosti;« k idejam razklanosti med najstniki in zlaganimi odraslimi ter k idejam prezgodaj zrele in dojemljive otroške inteligence.
Sodobni kritiki razpravljajo o jasnem napredku Salingerja kot pisatelja, skozi obdobje njegovega pisateljevanja zavoljo vedno izrazitejših negativnih kritik, ki jih je prejela vsaka od njegovih zbirk zgodb, izdanih za Varuhom v rži. Ian Hamilton se pridružuje temu mišljenju in meni, da so Salingerjeve zgodnje zgodbe, napisane za »elegantnejše« revije, polne »tesnega in energičnega« dialoga ter oguljenosti in sentimentalnosti. Hamilton je prevzel standarde urednikov revije The New Yorker, med katerimi je tudi William Shawn, da bi Salingerjevo pisanje prečistil v »prostrane, izzivalno skrivnostne, in [kasneje] odstranjene« kvalitete Odličnega dneva za ribe bananarice, Varuha v rži in ostalih Salingerjevih zgodb z začetka 50. let. V drugi polovici 50. let se je Salinger že začel zapirati vase in se poglabljati v verske študije, kar je Hamilton povezal z dejstvom, da so njegove zgodbe postale daljše, da ga je manj čvrsto vodila fabula in da se je v zgodbe pritihotapilo vse več miselnih preskokov in starševskih pripomb. Louis Menand se je v reviji The New Yorker strinjal, da je »Salinger prenehal pisati zgodbe, v vsakdanjem smislu ... Zdelo se je, da je izgubil zanimanje za leposlovje kot obliko umetnosti - morebiti je menil, da je v literarnem ustroju in avtorjevem nadzoru nekaj manipulativnega ali nepristnega.« V zadnjih letih so sicer nekateri kritiki stopili Salingerju v bran. Leta 2001 je Janet Malcolm za The New York Review of Books zapisala, da je zgodba Zooey »Salingerjeva mojstrovina ... Ponovno branje zgodbe Zooey in njej dopolnjujoče zgodbe Franny se izplača vsaj toliko kot ponovno branje Velikega Gatsbyja.«

## Vpliv
Salingerjevo delo je vplivalo na mnoge pomembne avtorje in Harold Brodkey (dobitnik literarne nagrade O. Henry Award leta 1976) je leta 1991 izjavil: »On je navplivnejši avtor angleške proze po Hemingwayju.« Od pisateljev iz Salingerjeve generacije je John Updike, dobitnik Pulitzerjeve nagrade, priznal, da so »Salingerjeve kratke zgodbe zares odprle moje oči, s tem kako lahko spleteš zgodbo iz niza dogodkov, ki se zdijo skoraj nepovezani, ali zelo rahlo povezani ... [Branje Salingerja] me je res povzdignilo korak višje, kot sem bil, proti vedènju, kako uporabiti svoj material.« Kritik Louis Menand je ugotovil, da sta na zgodnje zgodbe Pulitzerjevega nagrajenca Philipa Rotha močno vplivala »Salingerjev jezik in komični moment.« 
Finalist izbora za literarno nagrado National Book Award Richard Yates je leta 1977 za The New York Times povedal, da je bilo branje Salingerjevih zgodb v prvo prelomna izkušnja in da »se mi odtlej ni zgodilo nič takšnega več.«  Yates je Salingerja opisal kot »moža, ki je jezik uporabljal tako, kot da bi šlo za čudovito obvladovano čisto energijo, in ki je točno vedel, kaj počne, tako v vsaki tišini kot v vsaki besedi.« Kratka zgodba Gordona Lisha For Jeromé - With Love and Kisses (izdana leta 1977, kasneje zbrana v zbirki What I Know So Far leta 1984), ki je osvojila literarno nagrado O. Henry Award, je dejansko parodija na Salingerjevo kratko zgodbo Za Esmé – z ljubeznijo in obžalovanjem.
Leta 2001 je Louis Menand v reviji The New Yorker zapisal, da so »predelave Varuha v rži« vsake nove generacije postale »samosvoj literarni žanr.« Mednje je uvrstil dela The Bell Jar Sylvie Plath (1963), Strah in groza v Las Vegasu Hunterja S. Thompsona (1971), Bright Lights, Big City Jaya McInerneya (1984) in A Heartbreaking Work of Staggering Genius Dava Eggersa (2000). Pisateljica Aimee Bender se je mučila s svojimi prvimi kratkimi zgodbami, dokler ji ni prijateljica dala izvoda Salingerjeve zbirke novel Devet zgodb. Benderja je v Salingerjevi zbirki našla navidh in kasneje opisala Salingerjev vpliv na pisatelje z besedami: »Zdi se, kot da je Salinger napisal Varuha v rži v enem dnevu in ta neznanski občutek lahkote navdihuje pisanje. Navdihuje gonjo za besedami. Ne njegovimi besedami. Mojimi. Tvojimi.« Mnogi pisatelji so Salingerja navedli kot navdih za njihovo pisanje, med drugim Stephen Chbosky, Jonathan Safran Foer, Carl Hiaasen,  Susan Minot, Haruki Murakami, Gwendoline Riley, Tom Robbins, Louis Sachar in Joel Stein
Film Forresterjevo razkritje iz leta 2000 je ohlapna pripoved o Salingerjevem življenju. Vlogo samotarskega pisatelja, čigar edini izdani roman je obveljal za mojstrovino, je odigral Sean Connery. Po izdaji romana je Conneryjev lik v filmu postal puščavnik in je ostal tak nadaljnjih 30 let.

### V popularni kulturi
Pesmi, ki jih je navdihnilo Salingerjevo delo, so:
- »Shadrach«, Beastie Boys (1989), z albuma Paul's Boutique[130]
- »We Didn't Start the Fire«, Billy Joel (1990)[130]
- »Who Wrote Holden Caulfield«, Green Day (1992), z albuma Kerplunk[130]
- »Get It Right«, The Offspring (1993), z albuma Ignition[130]
- »Good Year«, The Refreshments (1997), z albuma The Bottle & Fresh Horses[130]
- »Rollerskate Skinny«, Old 97's (2001), z albuma Satellite Rides[130]
- »Le Pastie de la Bourgeoisie«, Belle & Sebastian (2005), z albuma Push Barman to Open Old Wounds[130]
- »6 Minutes«, Jonas Brothers (2006), z albuma It's About Time[130]
- »Catcher N'the Rye«, Guns N' Roses (2008), z albuma Chinese Democracy[130]
- »3 Warning Shots«, Rick Springfield (2008), z albuma Venus in Overdrive[130]

## Seznam del

### Knjige
- Varuh v rži (1951)
- Devet zgodb (1953)
  - Odličen dan za ribe bananarice (1948)
  - Nerodni striček iz Connecticuta (1948)
  - Tik preden se je začela vojna z Eskimi (1948)
  - Mož, ki se je smejal (1949)
  - Na skupni barki (1949)
  - Za Esmé – z ljubeznijo in obžalovanjem (1950)
  - Usta lepa in oči sinjina (1951)
  - Turobni časi de Daumiera - Smitha (1952)
  - Tedi (1953)
- Franny in Zooey (1961)
  - Franny (1955)
  - Zooey (1957)
- Raise High the Roof Beam, Carpenters and Seymour: An Introduction (1963)
  - Raise High the Roof-Beam, Carpenters (1955)
  - Seymour: An Introduction (1959)

### Objavljene in antologirane zgodbe
- Go See Eddie (1940, ponovno objavljeno v Fiction: Form & Experience, urednik William M. Jones, 1969)
- The Hang of It (1941, ponovno objavljeno v The Kit Book for Soldiers, Sailors and Marines, 1943)
- The Long Debut of Lois Taggett (1942, ponovno objavljeno v Stories: The Fiction of the Forties, urednik Whit Burnett, 1949)
- A Boy in France (1945, ponovno objavljeno v Post Stories 1942–45, urednik Ben Hibbs, 1946)
- This Sandwich Has No Mayonnaise (1945, ponovno objavljeno v The Armchair Esquire, urednik L. Rust Hills, 1959)
- A Girl I Knew (1948, ponovno objavljeno v Best American Short Stories 1949, urednik Martha Foley, 1949)
- Slight Rebellion off Madison (1946, ponovno objavljeno v Wonderful Town: New York Stories from The New Yorker, urednik David Remnick, 2000)

### Objavljene in neantologirane zgodbe
- The Young Folks (1940)
- The Heart of a Broken Story (1941)
- Personal Notes of an Infantryman (1942)
- The Varioni Brothers (1943)
- Both Parties Concerned (1944)
- Soft Boiled Sergeant (1944)
- Last Day of the Last Furlough (1944)
- Once a Week Won't Kill You (1944)
- Elaine (1945)
- The Stranger (1945)
- I'm Crazy (1945)
- A Young Girl in 1941 with No Waist at All (1947)
- The Inverted Forest (1947)
- Blue Melody (1948)
- Hapworth 16, 1924 (1965)

### Neobjavljene in neantologirane zgodbe
- The Ocean Full of Bowling Balls (neznan datum)
- The Last and Best of the Peter Pans (neznan datum)
- Two Lonely Men (1944)
- The Children's Echelon (1944)
- The Magic Foxhole (1945)